# Evolution Purgatory
Evolution Purgatory – drugi album szwedzkiego zespołu power metalowego Persuader.

## Spis utworów
1. "Strike Down" – 4:42
2. "Sanity Soiled" – 5:13
3. "Masquerade" – 4:51
4. "Godfather" – 4:33
5. "Turn to Dust" – 5:10
6. "Passion/Pain" – 4:30
7. "Raise Hell" – 4:39
8. "To the End" – 3:56
9. "Fire at Will" – 4:27
10. "Wipe Out" – 4:53
11. "Domination" – 5:11 (cover Pantera) (dodatkowy utwór na japońskim wydaniu)

## Twórcy
- Jens Carlsson - śpiew, gitara
- Emil Norberg - gitara prowadząca
- Efraim Juntunen - instrumenty perkusyjne
- Fredrik Hedström - gitara basowa